# عقد 330 هـ
عقد 330 هـ هو الفترة بين عام 330 إلى 339 في التقويم الهجري، أي العشر سنوات الرابعة من القرن الرابع الهجري.